# Nacpolsk
Nacpolsk – osada sołecka w Polsce położona w województwie mazowieckim, w powiecie płońskim, w gminie Naruszewo.
W Nacpolsku znajduje się szkoła (oraz kiedyś przedszkole), a także klub piłkarski OKS Nacpolsk.
Za Królestwa Polskiego istniała gmina Nacpolsk. W latach 1954–1972 wieś należała i była siedzibą władz gromady Nacpolsk. W latach 1975–1998 miejscowość należała administracyjnie do województwa ciechanowskiego. Wcześniej nazywała się Nocpalsk od ognisk, które żołnierze palili nocą.